# Siphonogorgia dofleini
Siphonogorgia dofleini är en korallart som beskrevs av Kükenthal 1906. Siphonogorgia dofleini ingår i släktet Siphonogorgia och familjen Nidaliidae. Inga underarter finns listade i Catalogue of Life.